# 화랑회관
화랑회관(花郞會館,Hwarang-Hall)은 육군사관학교의 속한 복지및 편의시설이다. 서울특별시 노원구 화랑로 574(공릉동)에 위치하고 있으며 기간장병과 생도의 복지증진을 위해 설립되었다.

## 역사
육군사관학교의 기간장병과 생도, 예비역 및 국가유공자의 복지증진을 위해 최첨단 시설을 갖추어 2002년 12월 21일에 준공되었다.

## 구조

### 크기
2975{\displaystyle m^{2}} 규모이며 지하 1층, 지상 3층건물로 설립되었고, 옆으로는 37개타석의 골프연습장이 위치해 있다.

### 구조
| 1층              | 2층                     | 3층(숙박시설) |
| ---------------- | ----------------------- | ------------- |
| 직영식당(아사달) | 세미나 홀(태극홀)       | 한실 5개      |
| 프 론 트         | 세미나실(충무홀,을지홀) | 양실 5개      |
| 남,여 목욕탕     | 총동창회 사무실         | 특실 1개      |

## 운영 목적
1. 현역 및 예비역, 국가유공자, 군무원, 생도, 군인가족 등의 장병 편의와 복지 증진을 위해 시설을 운영한다.
2. 시설의 수익금으로 장병격려비(간담회 및 행사 지원, 포상금 지급, 기념품 구매 등 사용), 부대시설운영지원(장병편의시설, 기본복지시설의 비품 구매 등 운영을 위해 사용)에 활용하여 복지혜택 제공을 위해 운영한다.
3. 시설의 수익금을 활용하여 노후시설의 보수 및 부족한 비품을 구매함으로써 복지시설의 계속적 운영을 위함이다.[3]

## 이용 방법

### 이용대상
1. 객실, 식당 : 현역 및 예비역,  군가족(직계존비속), 군무원, 국방부 공무원, 학교근무원, 생도
2. 카페, 목욕탕, 세미나실, 공부방: 현역 및 예비역, 군가족(직계존비속), 국방부 공무원, 군무원, 학교근무원, 일반인

*예비역 기준: 10년 이상 복무하고 전역(퇴직)한 군인 및 군무원

### 이용 방법

#### 객실 예약방법
객실예약은 투숙 14일전부터 가능하며, 예약자 1인당 2박까지 가능하다. 예약은 휴드림을 통해 해야한다.
이용일 7일 전부터는 유선으로 문의시 빈객실에 한해 워크-인 예약이 가능하다.

#### 목욕탕 이용방법
목욕탕의 경우 이용시간에 맞추어 가서 이용하면 된다.(이용시간 : 09:00 ~ 20:00 / 2, 4주차 월요일은 휴무)

#### 식당 이용방법
룸 사용시 이용일 4일전 인트라넷 / 유선예약을 기본으로 한다. 홀의 경우에는 예약제를 실시 하지 않고 이용시간대에 자리가 있을 경우 이용가능하다.

### 운영 시간
| 구분 | 객 실                | 세미나실          | 공부방              | 목 욕 탕                                              | 식 당                                                            | 카페                    |
| ---- | -------------------- | ----------------- | ------------------- | ----------------------------------------------------- | ---------------------------------------------------------------- | ----------------------- |
| 요일 | 연중무휴             | 연중무휴          | 연중무휴            | 화요일~일요일                                         | 화요일~일요일                                                    | 화요일~일요일           |
| 시간 | - 15:00~다음날 11:00 | - 학교측 사전예약 | - 08:00~다음날24:00 | - 평일 (09:00~20:00) - 토요일 및 일요일 (08:00~20:00) | - 평일 (17:30~21:00) - 토요일(12:30~21:00) - 일요일(12:00~14:00) | - 수 ~ 일 (10:00~21:00) |

1. ↑  식당 룸의 모습이다.
2. ↑  식당의 전체적인 내부모습이다.
3. 1 2 3  육군사관학교 복지시설 예규123

- 《2020 육군사관학교 요람》 (PDF). 2020년. 194쪽. 2020년 10월 30일에 원본 문서 (PDF)에서 보존된 문서. 2020년 11월 2일에 확인함.